# Michel Pollentier

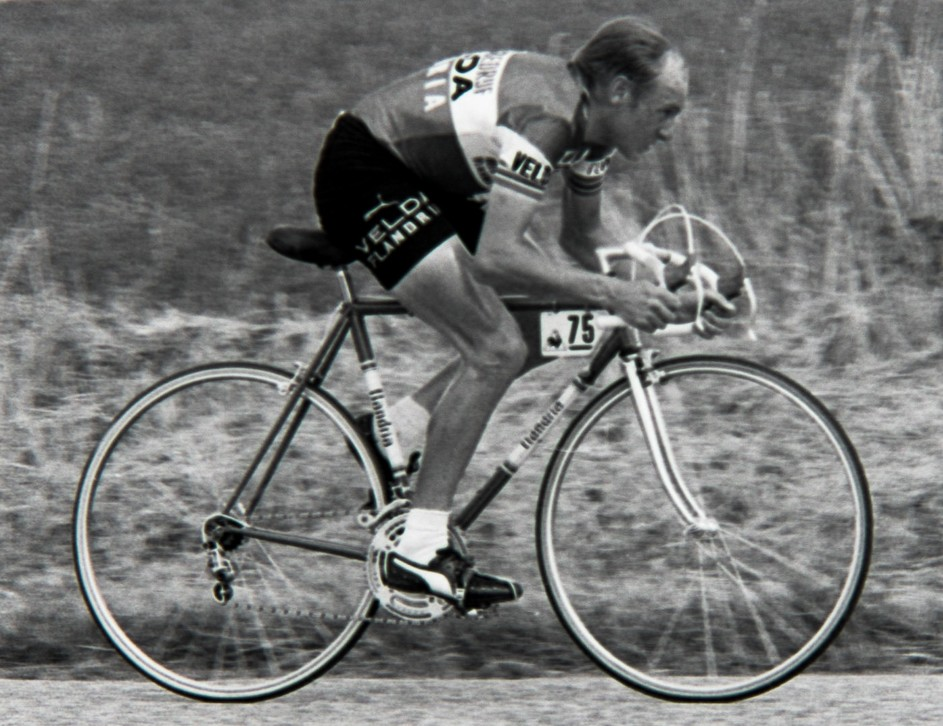
Michel Pollentier bei der Tour de France 1976

Michel Pollentier (* 13. Februar 1951 in Diksmuide, Westflandern) ist ein ehemaliger belgischer Radrennfahrer.

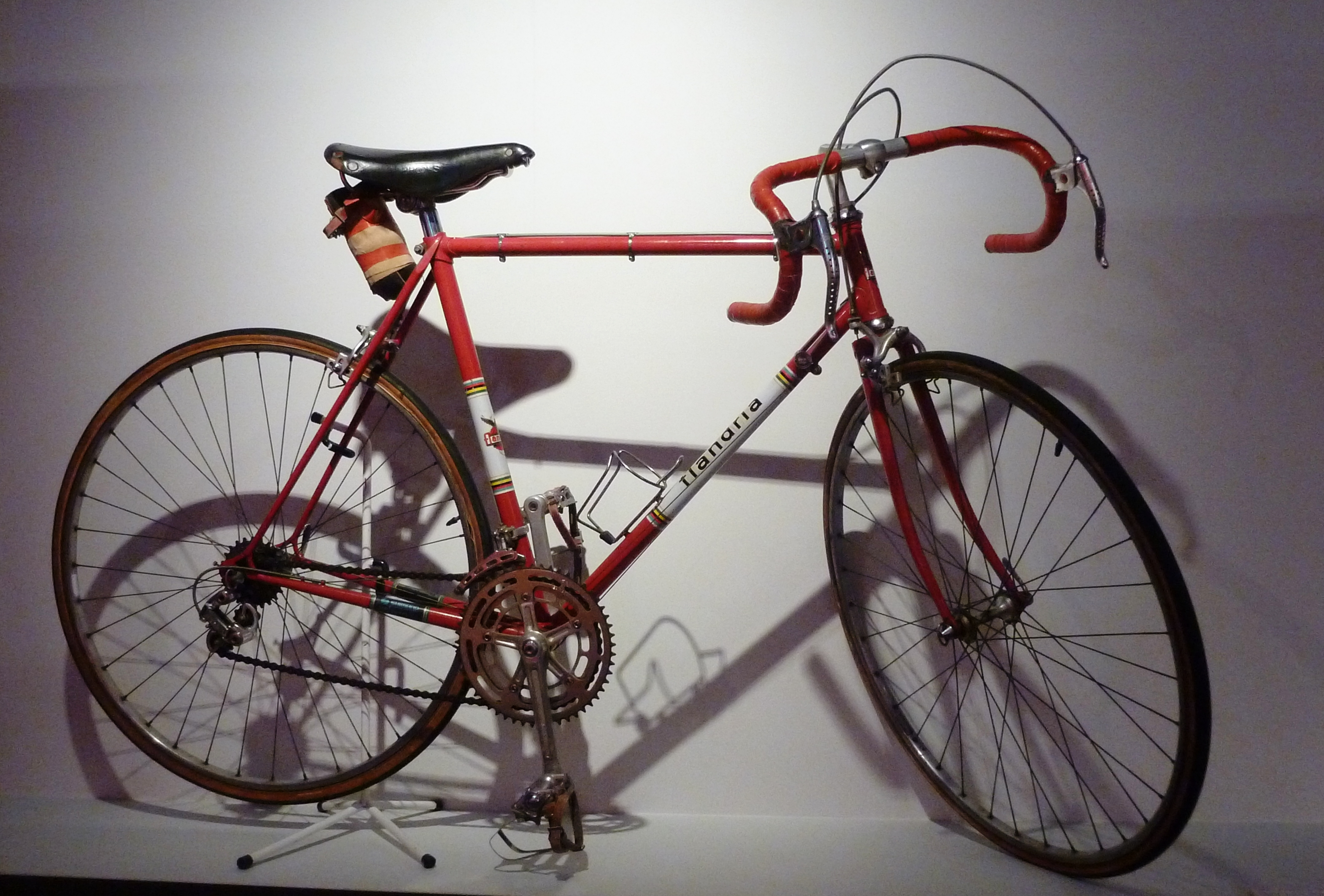
Rennrad von Michel Pollentier im Nationaal Wielermuseum Roeselare

## Karriere
Nachdem Pollentier als Amateur den dritten Platz bei der DDR-Rundfahrt 1971 belegte und 1972 die belgische Meisterschaft im Mannschaftszeitfahren gewonnen hatte, wurde er im Jahr 1973 Profi beim belgischen Radsportteam Flandria.
1976 gewann Pollentier die Belgien-Rundfahrt. Sein größter Karriereerfolg war der Sieg beim Giro d’Italia 1977 mit 2:32 Minuten Vorsprung auf Francesco Moser. Im selben Jahr konnte er auch die Tour de Suisse mit einem Vorsprung von 58 Sekunden auf Lucien van Impe für sich entscheiden und wurde belgischer Meister. Diesen Meistertitel konnte er 1978 erfolgreich verteidigen, nachdem er zuvor das Etappenrennen Dauphiné Libéré gewonnen hatte.
Bei der Tour de France 1978 übernahm er nach der Bergankunft in L’Alpe d’Huez das Gelbe Trikot des Gesamtführenden. Sein Versuch, die anschließende Dopingprobe mit Hilfe eines unter der Achsel versteckten Urinbeutels zu manipulieren, missglückte. Daraufhin wurde er disqualifiziert.
Sein einziger Klassikersieg gelang ihm 1980 bei der Flandern-Rundfahrt.
Nach der Saison 1984 beendete er seine Profikarriere, in der er 88 Siege errungen hatte.

## Teams
- 1973–1978 Flandria
- 1979–1980 Splendor
- 1981 Vermeer-Thijs
- 1982–1984 Safir